# 神藤由東大
神藤 由東大（じんどう ゆきひろ）は、日本の作曲家・編曲家。『神藤ユキヒロ』名義で活動することもある。甲南大学卒。

## 来歴
幼少の頃に習い始めたエレクトーンから音楽に興味を持つようになり、10代よりオーケストラ団体にてヴァイオリン、ヴィオラを担当する。ヴァイオリン・セクションリーダーの役割を経た後、商業音楽の世界に入る。CM、企業PV、ミュージカル、ゲーム音楽など幅広い分野の商業音楽を制作。

## 作品

### CM
- 天使のはね「女の子プリンセス篇/男の子ドラグーン篇」（2018年 / セイバン）
- 株式会社 コーホーペイント CM（2019年）
- モンスターストライク 新世紀エヴァンゲリオンコラボCM（2020年 / MIXI）

### PV
- FIFAワールドカップ（2010年）"One for All" PV楽曲
- CES2010（ラスベガス）シャープ LEDアクオス発表用楽曲提供
- 3Dプロジェクションマッピング「イズミネーション」イベント楽曲
- "The Snowman's Xmas Fantasy 2013" 作編曲
- "イズミネーション2014" 作編曲
- しながわ水族館プロジェクションマッピング 作編曲
- 任天堂 ポケットモンスター 各種店頭PV用楽曲

### 映画・舞台・演劇
- 宝塚歌劇団 - 「ロミオとジュリエット」,「Mr.Swing!」,「眠らない男・ナポレオン-愛と栄光の涯に-」,「1789-バスティーユの恋人たち」
- 「大阪城ガラ・ナイト」大阪の陣400年天下一祭オペラ楽曲制作

### ゲーム音楽
日本ファルコム
- イース シリーズ
  - イースVI -ナピシュテムの匣-（Windows / 2003年）※スタッフロールにて、Special Thanks扱いとなっている
  - イース -フェルガナの誓い-（Windows / 2005年 / イースIIIリメイク版）※全BGMアレンジ
  - イース・オリジン（Windows / 2006年）
  - イースI・IIクロニクルズ（PSP / 2009年 / イースI･IIリメイク版）※全BGMアレンジ
  - イースSEVEN（PSP / 2009年）
  - イース セルセタの樹海（PSVita / 2012年 / イースIVリメイク版）
    - イース・メモワール -セルセタの樹海-（Switch / 2025年 / リマスター版）※BGMアレンジ

  - イースVIII -Lacrimosa of DANA-（PSVita / 2016年）
    - イースVIII -Lacrimosa of DANA-（PS4 / 2017年）※新BGM作曲

  - イースIX -Monstrum NOX-（PS4 / 2019年）
  - イースX -NORDICS-（PS4・PS5・Switch / 2023年）
    - イースⅩ -Proud NORDICS-（Switch2 / 2025年 / リニューアル版）※新BGM作曲
- 英雄伝説 軌跡シリーズ
  - 英雄伝説 空の軌跡
    - 英雄伝説VI 空の軌跡（Windows / 2004年）
    - 英雄伝説 空の軌跡SC（Windows / 2006年）
    - 英雄伝説 空の軌跡 the 3rd（Windows / 2007年）
    - 英雄伝説 空の軌跡 FC Evolution（PSVita / 2015年 / 角川ゲームス）※BGMアレンジ
    - 英雄伝説 空の軌跡 SC Evolution（PSVita / 2015年 / 角川ゲームス）※BGMアレンジ
    - 英雄伝説 空の軌跡 the 3rd Evolution（PSVita / 2016年 / 角川ゲームス）※BGMアレンジ

  - 英雄伝説VII
    - 英雄伝説 零の軌跡（PSP / 2010年）
    - 英雄伝説 碧の軌跡（PSP / 2011年）
    - 英雄伝説 零の軌跡 Evolution（PSVita / 2012年 / 角川ゲームス）※BGMアレンジ・サウンドディレクション
    - 英雄伝説 碧の軌跡 Evolution（PSVita / 2014年 / 角川ゲームス）※BGMアレンジ

  - 英雄伝説 閃の軌跡
    - 英雄伝説 閃の軌跡（PS3・PSVita / 2013年）
    - 英雄伝説 閃の軌跡II（PS3・PSVita / 2014年）
    - 英雄伝説 閃の軌跡III（PS4 / 2017年）
    - 英雄伝説 閃の軌跡IV -THE END OF SAGA-（PS4 / 2018年）

  - 英雄伝説 創の軌跡（PS4 / 2020年）
  - 英雄伝説 黎の軌跡
    - 英雄伝説 黎の軌跡（PS4 / 2021年）
    - 英雄伝説 黎の軌跡II -CRIMSON SiN-（PS4・PS5 / 2022年）

  - 英雄伝説 界の軌跡 -Farewell, O Zemuria-（PS4・PS5 / 2024年）
- ぐるみん（Windows / 2004年）
- ザナドゥ・ネクスト（Windows / 2005年）
- ヴァンテージマスターポータブル（PSP / 2008年 / リメイク版）※全BGMアレンジ
- ツヴァイ2（PSP / 2008年）
- ツヴァイ!!（PSP / 2008年 / リメイク版）※全BGMアレンジ
- ブランディッシュ 〜ダークレヴナント〜（PSP / 2009年 / 初代リメイク版）※全BGMアレンジ
- イースvs.空の軌跡 オルタナティブ・サーガ（PSP / 2010年）
- 那由多の軌跡（PSP / 2012年）
- 東京ザナドゥ（PSVita / 2015年）
  - 東亰ザナドゥeX+（PS4 / 2016年）※新BGM作曲

その他
- ソウルキャリバーVI（PS4・XBOne・PC / 2018年 / バンダイナムコエンターテインメント）

### OVA
- 英雄伝説 空の軌跡 THE ANIMATION（2011年）

### アレンジCD
- 2004/06/24 『英雄伝説VI 空の軌跡 スーパーアレンジバージョン』編曲（日本ファルコム）※「英雄伝説VI 空の軌跡」初回特典
- 2004/09/29 『幻想三国誌 スーパーアレンジバージョン』一部編曲（日本ファルコム）※「幻想三国誌」初回特典
- 2005/03/17 『ザ・ソング・オブ・ゼメス ～イースVI ボーカルバージョン～』一部編曲（日本ファルコム）
- 2005/09/23 『イース -フェルガナの誓い- スーパーアレンジバージョン』編曲（日本ファルコム）
- 2006/08/25 『英雄伝説 空の軌跡 ボーカルバージョン ～空を見上げて～』一部編曲（日本ファルコム）
- 2006/09/15 『英雄伝説 空の軌跡 FC&SC スーパーアレンジバージョン』一部編曲（日本ファルコム）
- 2006/09/29 『幻想三国誌II スーパーアレンジバージョン』編曲・ディレクション（日本ファルコム）※「幻想三国誌II」初回特典
- 2007/06/28 『イースオリジン スーパーアレンジバージョン』編曲（日本ファルコム）
- 2007/09/27 『ファルコム未発表曲集2007秋』編曲（日本ファルコム）
- 2008/05/15 『ファルコムjdkBAND 2008春』編曲（日本ファルコム）
- 2010/04/22 『イース -フェルガナの誓い- jdkスペシャル』編曲（日本ファルコム）※PSP版「イース -フェルガナの誓い-」初回特典
- 2010/09/10 『ファルコムvs.jdkバンド 2010 SUMMER』編曲（日本ファルコム）
- 2011/02/18 『英雄伝説 零の軌跡 スーパーアレンジバージョン』編曲（日本ファルコム）
- 2012/01/19 『ほしのありかざんまい』一部編曲（キャラアニ / 英雄伝説 空の軌跡FCより）
- 2012/09/05 『世界樹の迷宮IV 伝承の巨神 スーパー・アレンジ・バージョン』一部編曲（5pb.）[1]
- 2012/09/07 『ふぁるこむボスざんまい』編曲（日本ファルコム）
- 2012/09/27 『イース古今曲集』一部編曲（日本ファルコム）※「イース セルセタの樹海」初回特典
- 2013/02/28 『イースざんまい』一部編曲（日本ファルコム）
- 2013/02/28 『ファルコムjdkバンドディーバ小寺可南子シングス Vol.1』一部編曲（日本ファルコム）
- 2013/02/28 『ファルコムjdkバンドディーバ小寺可南子シングス Vol.2』一部編曲（日本ファルコム）
- 2013/04/09 『空の軌跡ざんまい』一部編曲（日本ファルコム）
- 2013/08/10 『ふぁるこむフィールドざんまい』一部編曲（日本ファルコム）
- 2014/04/11 『英雄伝説 閃の軌跡 スーパーアレンジバージョン』一部編曲（日本ファルコム）
- 2015/04/01 『Falcom Character Songs Collection Vol.2 オリビエ・レンハイム』編曲（キャラアニ / 英雄伝説 空の軌跡シリーズ）
- 2016/01/15 『I'll remember you リアル☆SPiKA/佐坂めぐみ』編曲（日本ファルコム / 英雄伝説 軌跡シリーズ）
- 2016/11/09 『We Love 空の軌跡』編曲（日本ファルコム）
- 2018/11/30 『イースVIII Christmas of DANA』一部編曲（日本ファルコム）
- 2019/05/31 『イースVIII SUPER ULTIMATE』一部編曲（日本ファルコム）
- 2021/09/24 『イースIX SUPER ULTIMATE』一部編曲（日本ファルコム）
- 2023/10/12 『ADOL CHRISTIN～イース生誕35周年音楽作品～』編曲（日本ファルコム）
- 2025/04/23『ZEMURIA GRAND ODYSSEY 19999-XXXXX』編曲（日本ファルコム / 英雄伝説 軌跡シリーズ）

### DVD・BD
- 『Falcom jdk BAND Live 2010 IN LIQUIDROOM』（DVD）編曲（日本ファルコム）
- 『Falcom jdk BAND 2011 Xmas Live』（BD）編曲（キャラアニ）
- 『Falcom jdk BAND 2012 Super Live in nicofarre』（BD）編曲（キャラアニ）
- 『Falcom jdk BAND 2012 Super Live in NIHONBASHI MITSUI HALL』（BD）編曲参加（キャラアニ）
- 『Falcom jdk BAND 2013 New Year Live in NIHONBASHI MITSUI HALL』（BD）編曲参加（キャラアニ）
- 『Falcom jdk BAND 2013 Super Live in NIHONBASHI MITSUI HALL』（BD）編曲参加（キャラアニ）